# Dobrovac
Dobrovac is een plaats in de gemeente Lipik in de Kroatische provincie Požega-Slavonië. De plaats telt 446 inwoners (2001).